# Holochilus
Holochilus là một chi động vật có vú trong họ Cricetidae, bộ Gặm nhấm. Chi này được Brandt miêu tả năm 1835. Loài điển hình của chi này là Holochilus sciureus Wagner, 1842 (by subsequent designation - see comments below).

## Các loài
Chi này gồm các loài: